# Gmina Ribnik (Chorwacja)
Gmina Ribnik (chorw. Općina Ribnik) – gmina w Chorwacji, w żupanii karlowackiej. W 2011 roku liczyła  475 mieszkańców.